# Scelorchilus
Scelorchilus és un gènere d'ocells de la família dels rinocríptids (Rhinocryptidae) Integrat per espècies natives del sud-oest del Con Sud d'Amèrica del Sud. Són denominades comunament tapaculs.

## Etimologia
El nom genèric Scelorchilus deriva del grec antic «skelos»: “cama”, i «orkhilos»: en referència als caragolets de la família Troglodytidae.

## Característiques
Són ocells majorment terrestres, que viuen en el sotabosc. Allí furguen la terra amb les fortes potes a la recerca d'aliment: insectes, aràcnids, i mol·luscos, dieta que complementen amb petits llangardaixos. Davant un possible perill, fugen corrent en comptes de fer-ho volant. Marquen territori amb forts i característics reclams vocals. Són ocells relativament grossos, fan de 18,5 a 19,5 cm de llargària, distintives i d'atractiu patró de plomatge. Habiten  en el centre i sud de Xile, i el sud-oest de l'Argentina.

## Taxonomia
Aquest gènere va ser descrit originalment per l'ornitòleg estatunidenc Harry Church Oberholser, l'any 1923.
Els estudis de genètica molecular d'Ericson et al., 2010 confirmen la monofilia de la família Rhinocryptidae i suggereixen l'existència de dos grans grups dins d'aquesta, de forma molt general, el format per les espècies de major grandària, al qual pertany el present, i l'integrat per les espècies menors. Ohlson et al. 2013 proposen la divisió de la família en dues subfamílies. El present gènere pertany a una subfamília Rhinocryptinae (Wetmore, 1930), al costat de Pteroptochos, Liosceles, Psilorhamphus, Acropternis, Rhinocrypta i Teledromas.
Segons la Classificació del Congrés Ornitològic Internacional (versió 14.2, 2024) aquest gènere està format per dues espècies:
- Scelorchilus albicollis - tapacul gros gorjablanc
- Scelorchilus rubecula - tapacul gros gorja-rogenc